# Loulou
Loulou (bra/prt: Loulou) é um filme francês de 1980, do gênero drama romântico, dirigido por Maurice Pialat.

## Prêmios e indicações
Festival de Cannes 1980
- Indicado - Palma de Ouro (melhor filme)[3]